# خوسيه أنخيل مولينا
خوسيه أنخيل مولينا (مواليد 19 أكتوبر 1958) هو ملاكم من بورتوريكو، مثّل بلاده في الألعاب الأولمبية الصيفية 1980.

## روابط خارجية
خوسيه أنخيل مولينا على موقع أوليمبيديا (الإنجليزية)